# 奧斯塔皮夫西克
47°52′53″N 36°12′8″E / 47.88139°N 36.20222°E
奧斯塔皮夫西克（烏克蘭語：Остапівське），是烏克蘭的村落，位於該國中部第聶伯羅彼得羅夫斯克州，由波克羅夫西克區負責管轄，處於蓋丘爾河右岸，分別距離安德里伊夫卡0.5公里和涅恰伊夫卡2.5公里，始建於1924年，面積0.04平方公里，海拔高度90米，2001年人口128。